# Selva de Franconia
La Selva de Franconia (en alemán Frankenwald) es una cordillera de altitud media en el norte de Baviera, Alemania. Se encuentra en el distrito de Alta Franconia (Oberfranken) y forma la conexión geológica entre las Fichtelgebirge y la Selva de Turingia. Es una amplia meseta muy boscosa, que recorre alrededor de 45 km en dirección noroccidental, descendiendo suavemente por las vertientes norte y este hacia el río Saale, pero de manera más abrupta hacia la llanura bávara en el oeste, y logrando su máxima elevación en el Döbraberg cerca de Schwarzenbach am Wald (794 m). A lo largo del centro queda la divisoria de aguas entre las cuencas del Meno y el Saale, pertenecientes a los sistemas del Rin y el Elba respectivamente.